# Tríptico da Virgem com o Menino e Anjos, S. João Batista e S. João Evangelista
O Tríptico da Virgem com o Menino e Anjos, S. João Baptista e S. João Evangelista é um conjunto de três pinturas a óleo sobre madeira de carvalho pintadas cerca de 1500-10 pelo que se julga ter sido o pintor designado por Mestre do Tríptico de Morrison.
A pintura deve inicialmente ter decorado uma capela do Convento da Madre de Deus de onde transitou para o Museu Nacional de Arte Antiga em 1912.

## Descrição
No painel central está representada a Virgem entronizada com o Menino Jesus tendo em fundo uma paisagem paradisíaca. Um anjo que segura um instrumento musical parcialmente encoberto oferece uma pêra ao Menino Jesus o que pode ser entendido como uma alusão à Árvore do Paraíso e ao Pecado Original que Jesus veio resgatar. Mais longe, do lado direito, vê-se um outro anjo a tocar um instrumento musical de tipo violino.
No painel lateral esquerdo está representado S. João Baptista, o maior dos Profetas, e no painel lateral direito está S. João Evangelista, o maior dos Evangelistas, ilustrando a máxima interpretação bíblica, de acordo com a qual o que um profetizou o outro mostrou o seu cumprimento. Os enormes pés dos Santos seriam uma evocação de uma passagem de Ísaias quando refere os belos pés do mensageiro que traz a boa nova. Há ainda alusões a temas sacrificiais do Antigo Testamento de Abrãao e Isaac que podem ser observados nos capitéis das colunas que enquadram o painel central, além dos atributos dos dois santos: o cordeiro místico (a Paixão) e o cálice (Eucaristia).

## História
O tríptico foi encontrado por José de Figueiredo em 1912 numa arrecadação do mosteiro da Madre de Deus, tendo sido imediatamente incorporado no Museu de Arte Antiga. Dois anos depois foi objecto de um restauro efectuado por Luciano Freire que o considerou como obra de um imitador de Hans Memling. Em 1931 Figueiredo atribuíu-o ao Mestre do Tríptico de Morrison, proposta que foi aceite pela generalidade dos estudiosos e críticos de arte até 1991, data em que Lievens de Waegh atribuiu de novo a autoria a um pintor do círculo de Memling.